# 小山圭
小山 圭(おやま けい、1984年11月1日 - )、福島県喜多方市出身の元レーシングドライバー。身長：167cm、体重：58kg、血液型：B Rh＋。

## 来歴
幼少期にモータースポーツに興味を抱き、大学時代に自動車競技のワークスドライバー選考オーディションに臨むも落選。
二度目のオーディション時、当時主催チームでマシンメンテナンスを担当していたZAP SPEEDに推薦され、練習生として加入する。
その後ZAP SPEEDのもとで二年間の修練を経た後、JAF地方選手権FJ1600もてぎシリーズにてレースデビュー。

## レース戦績
- 2006 - FJ1600もてぎシリーズ(4位)
- 2007 - S－FJもてぎシリーズ(2位)
- 2008 - S－FJ筑波シリーズ(3位)　ツインリンクもてぎコースレコード更新
- 2009 - F4西日本シリーズ参戦